# 희망의 소리 (AWR)
희망의 소리(Advent World Radio 약칭 AWR)는 제7일안식일예수재림교회에서 복음을 전파하기 위해 설립한 단파방송이다.

## 한국어 방송
희망의 소리 한국어방송은 1956년 2월 5일 한국방송공사를 통해 시작되었다.
AWR-Asia 방송국이 개국된 1987년 3월부터는 단파방송으로 매일 2시간씩(1시간 본방, 1시간 재방) 대한민국과 조선민주주의인민공화국을 향해 방송하고 있다. 송신소는 괌에 있다.
1987년부터 1995년까지는 방송국 명칭을 예언의 소리라고 불렀으나, 명칭을 바꾸어 현재는 희망의 소리라고 부르고 있다.

## 한국어 방송 주파수
| 한국 표준시 | 단파 주파수    | 비고        |
| 05:00~06:00 | 6005, 6195 kHz | 전날 재방송 |
| 21:00~22:00 | 9800 kHz       | 본방송      |

## 주소
- 한국어 제작본부
  - 대한민국 서울특별시 동대문구 회기동 66번지 (130-650) 시조사